# Summum bonum
Summum bonum és una expressió introduïda per Ciceró utilitzada en la filosofia, sobretot en la filosofia medieval i en la filosofia de Immanuel Kant, per descriure el fi únic i últim que l'ésser humà ha de perseguir. El summum bonum és generalment considerat com un fi en si mateix, al mateix temps que conté tota la resta dels béns. A la filosofia cristiana, el bé més elevat se defineix generalment com la vida dels justos, la vida que duien en la comunió amb Déu i d'acord amb els preceptes de Déu.
El concepte, així com les conseqüències filosòfiques i teològiques extretes de l'existència d'un supòsit més o menys definint el summun bonum, podria remuntar-se a les primeres formes de monoteisme: per exemple el zoroastrisme i el judaisme. En el món occidental, el concepte va ser introduït pels filòsofs neoplatònics, i es descriu com una característica del Déu cristià per Sant Agustí: A De natura boni (escrit al voltant de l'any 399) Agustí nega l'existència positiva de la maldat absoluta, descriu un món amb Déu com el bé suprem en el centre i defineix diferents graus de maldat com les diferents etapes de la llunyania sobre aquest centre.

## Summum bonum i judicis
Els judicis sobre el bé més elevat en general es poden classificar en quatre categories:
- L'utilitarisme, quan el major bé s'identifica amb la màxima felicitat possible per al màxim nombre de persones.
- Eudemonisme o ètica de la virtut, quan el major bé s'identifica amb la "eudemonia".
- El deontologisme racional, quan el bé més alt s'identifica amb la virtut o el deure.
- El deontologisme temperat, quan la virtut i la felicitat es combinen en el bé més elevat.